# Élection présidentielle croate de 2005
L’élection présidentielle croate de 2005 (en croate : Hrvatski predsjednički izbori 2005.) s'est tenue les dimanche 2 et 16 janvier 2005, afin d'élire le président de la République de Croatie pour un mandat de cinq ans, renouvelable une fois.
Le scrutin a vu la victoire au second tour du président sortant social-libéral Stjepan Mesić face à la ministre conservatrice de la Famille Jadranka Kosor.

## Contexte
En février 2000, à la suite du décès du premier président de la République de Croatie, l'ultra-nationaliste Franjo Tuđman, le social-libéral pro-européen Stjepan Mesić est élu à la tête de l'État. Il appuie alors les efforts du gouvernement de coalition du Premier ministre social-démocrate Ivica Račan pour engager l'adhésion de la Croatie à l'Union européenne.
Les dissensions entre les multiples forces qui composent la coalition au pouvoir conduisent, à l'occasion des élections législatives de novembre 2003, à la victoire de l'Union démocratique croate (HDZ). Le parti de feu Tuđman, désormais dirigé par le pro-européen Ivo Sanader, reprend la direction de l'exécutif et forme un gouvernement minoritaire dont l'objectif principal reste l'adhésion à l'UE.

## Mode de scrutin
Le président de la République de Croatie (en croate : Predsjednik Republike Hrvatske) est élu au suffrage universel direct pour un mandat de cinq ans, renouvelable une seule fois. Au premier tour, est déclaré élu le candidat ayant remporté la majorité absolue des suffrages exprimés.
Si cette situation ne se produit, un second tour est organisé quatorze jours plus tard et voit s'affronter les deux candidats arrivés en tête du premier tour. Est élu celui qui remporte le plus de suffrages. En 1992 et 1997, le chef de l'État a été élu dès le premier tour, contrairement aux scrutins de 2000 et 2005 où il a fallu deux tours pour pourvoir la présidence de la République.
Pour pouvoir se présenter devant les électeurs, tout candidat doit fournir les parrainages d'au moins 10 000 citoyens croates.

## Candidats
| Candidat | Candidat          | Parti(s)                                   | Remarque(s)                                                                   |
| -------- | ----------------- | ------------------------------------------ | ----------------------------------------------------------------------------- |
|          | Đurđa Adlešič     | HSLS                                       |                                                                               |
|          | Miroslav Blažević | HSB                                        | Entraîneur de football international Dissident conservateur                   |
|          | Ljubo Ćesić Rojs  | Indépendant                                | Ancien général de l'armée croate Député HDZ à la Diète Dissident conservateur |
|          | Mladen Kešer      | Indépendant                                |                                                                               |
|          | Jadranka Kosor    | HDZ                                        | Vice-Première ministre, ministre de la Famille Vice-présidente de la HDZ      |
|          | Doris Košta       | Indépendant                                |                                                                               |
|          | Anto Kovačević    | HDKU                                       | Ancien député nationaliste                                                    |
|          | Slaven Letica     | Indépendant                                | Journaliste Ancien conseiller politique de Franjo Tuđman                      |
|          | Stjepan Mesić     | HNS-LD SDP, HSS, IDS, LIBRA, LS, PGS, SDAH | Président de la République                                                    |
|          | Boris Mikšić      | Indépendant                                | Homme d'affaires nationaliste                                                 |
|          | Ivić Pašalić      | HB                                         | Ancien député de la HDZ                                                       |
|          | Tomislav Petrak   | HPS                                        |                                                                               |
|          | Miroslav Rajh     | HSM                                        |                                                                               |

## Résultats

### Voix
| Candidat           | Candidat           | Premier tour | Premier tour | Second tour | Second tour |
| Candidat           | Candidat           | Voix         | %            | Voix        | %           |
| ------------------ | ------------------ | ------------ | ------------ | ----------- | ----------- |
|                    | Stjepan Mesić      | 1 089 398    | 48,92 %      | 1 454 451   | 64,87 %     |
|                    | Jadranka Kosor     | 452 218      | 20,31 %      | 751 692     | 33,53 %     |
|                    | Boris Mikšić       | 396 093      | 17,79 %      |             |             |
|                    | Đurđa Adlešič      | 59 725       | 2,68 %       |             |             |
|                    | Slaven Letica      | 57 748       | 2,59 %       |             |             |
|                    | Ljubo Ćesić Rojs   | 41 216       | 1,85 %       |             |             |
|                    | Ivić Pašalić       | 40 637       | 1,82 %       |             |             |
|                    | Anto Kovačević     | 19 145       | 0,86 %       |             |             |
|                    | Miroslav Blažević  | 17 847       | 0,80 %       |             |             |
|                    | Miroslav Rajh      | 14 766       | 0,66 %       |             |             |
|                    | Doris Košta        | 8 271        | 0,37 %       |             |             |
|                    | Mladen Kešer       | 7 056        | 0,32 %       |             |             |
|                    | Tomislav Petrak    | 2 614        | 0,12 %       |             |             |
| Suffrages exprimés | Suffrages exprimés | 2 206 804    | 99,09 %      | 2 206 143   | 98,42 %     |
| Blancs et nuls     | Blancs et nuls     | 20 269       | 0,91 %       | 35 617      | 1,58 %      |
| Votants            | Votants            | 2 227 073    | 50,57 %      | 2 241 760   | 51,04 %     |